# Sous-marin de poche
 (septembre 2017).
Si vous disposez d'ouvrages ou d'articles de référence ou si vous connaissez des sites web de qualité traitant du thème abordé ici, merci de compléter l'article en donnant les références utiles à sa vérifiabilité et en les liant à la section « Notes et références ».
Pour les articles homonymes, voir Sous-marin (homonymie) et poche.

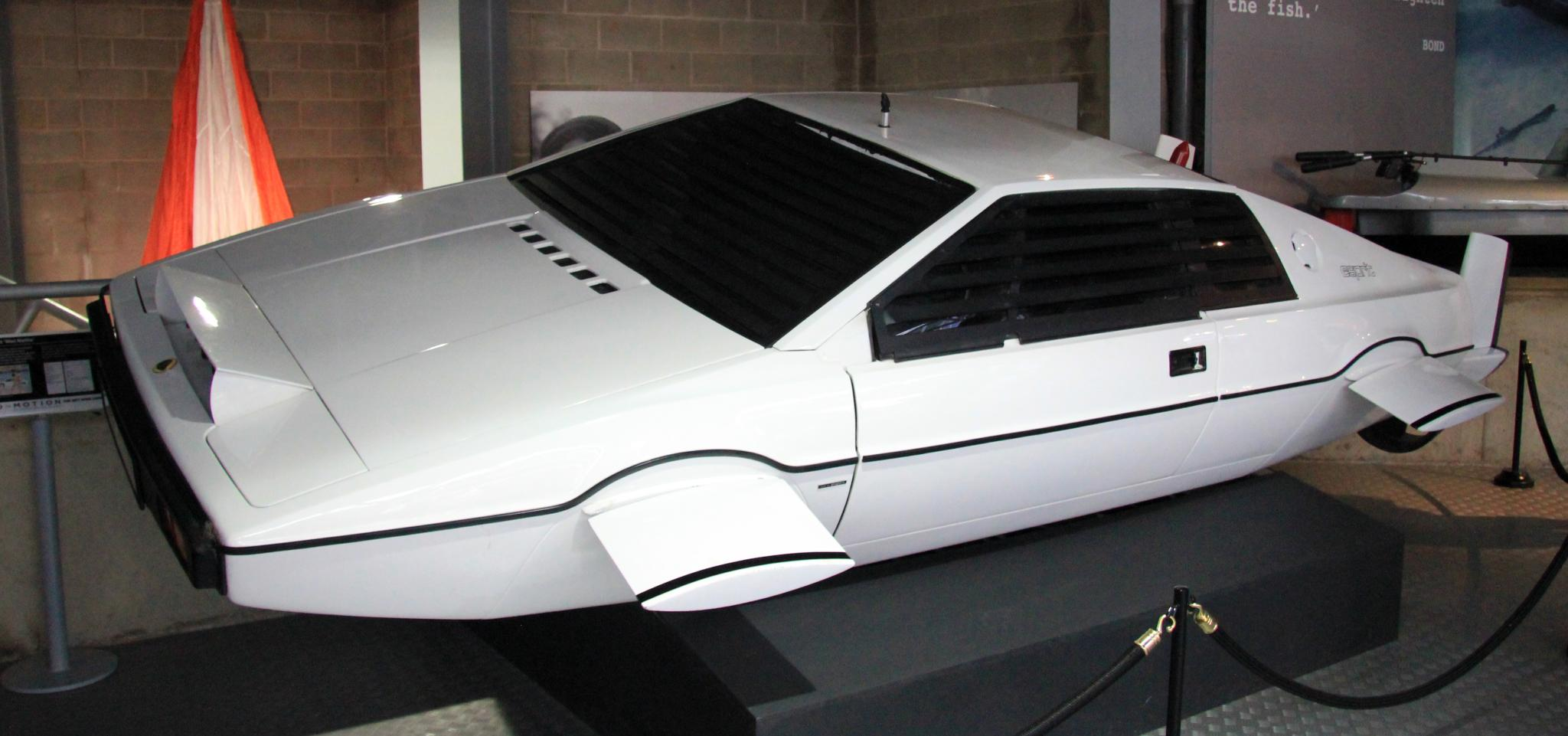
Lotus Esprit Wet Nellie de James Bond 007, en mode sous-marin de poche, du film L'Espion qui m'aimait de 1977, au musée automobile de Beaulieu en Grande-Bretagne.

Un sous-marin de poche ou sous-marin nain est un petit sous-marin transportant de une à trois personnes.
Ils sont lancés depuis un bâtiment principal et ils ne disposent généralement que d’une faible autonomie. Il existe des sous-marins de poche militaires et civils, utilisés notamment pour l’océanographie ou le sauvetage. Ils sont généralement lancés à partir d’un « navire-père » où leurs batteries sont rechargées.
Le terme est aussi utilisé improprement pour désigner des sous-marins militaires côtiers pouvant atteindre quelques centaines de tonnes, ayant un équipage d’une dizaine de personnes et utilisés pour des missions d’infiltration.

## Utilisations du sous-marin de poche

### Utilisations civiles

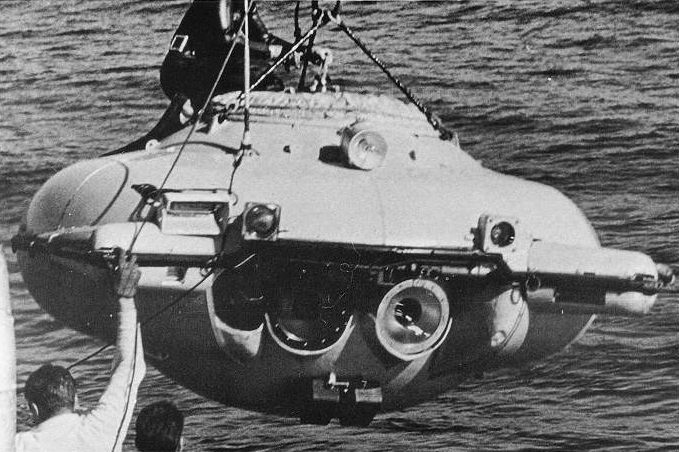
SP-350 (1959) de la Calypso du commandant Cousteau.

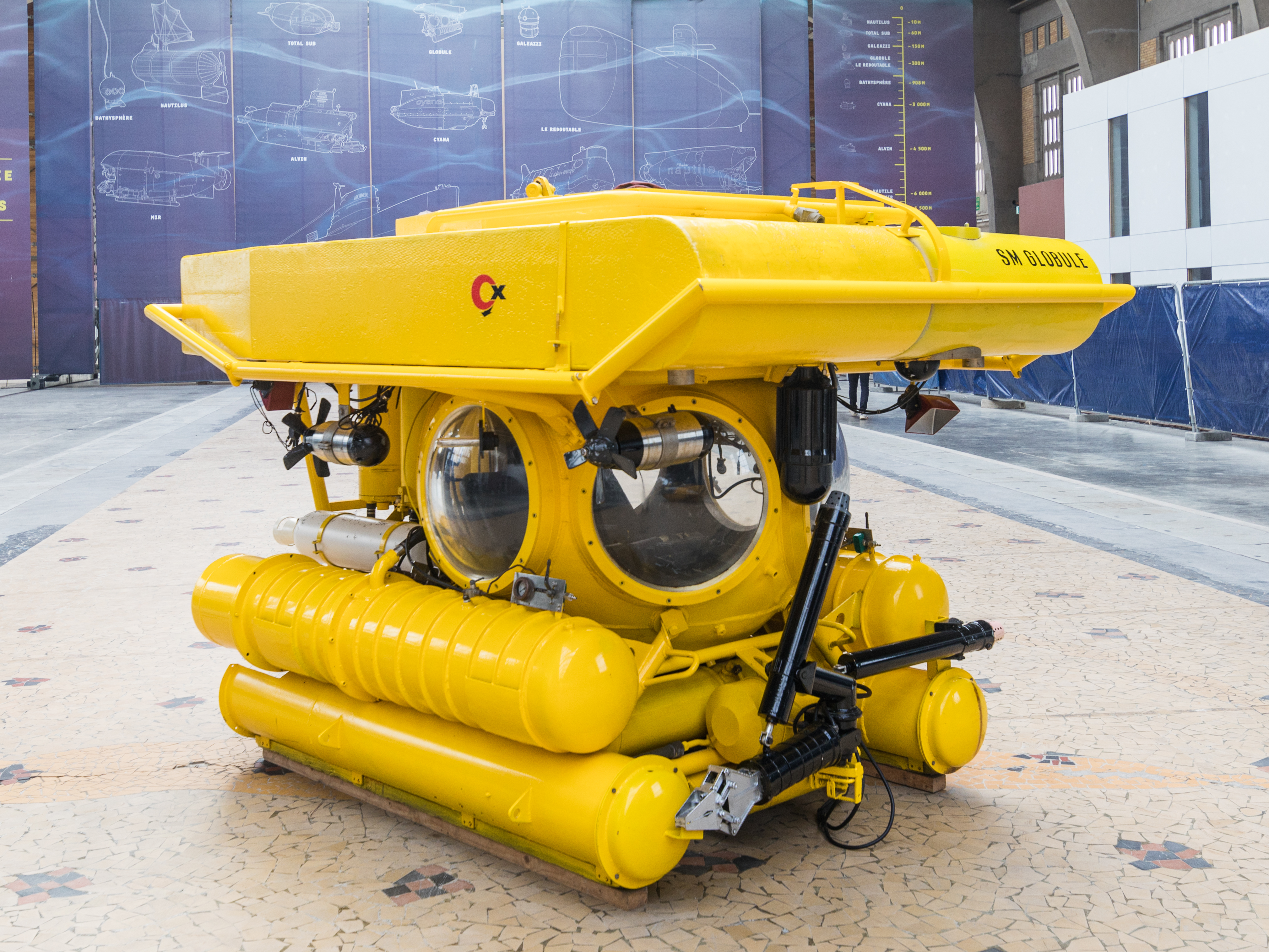
Globule (1974) de la Comex.

Ils sont utilisés pour la recherche océanographique, l'industrie off-shore, et plus rarement pour le tourisme et a titre privée. Les drones sous-marins ou ROV de plus en plus évolués ont limité leurs rôles dans la recherche et l'industrie.
Le plus grand sous-marin civil, le Saga de construction française, n'a été en service que deux ans entre 1988 et 1990 pour la Comex et l'Ifremer. Il fait en tout 28 m de long, a 545 t de déplacement en plongé; il a deux records mondiaux pour un sous-marin civil, saturation et sortie-travail à 317 m et plongée profonde à 667 m,.

#### Quelques modèles civils

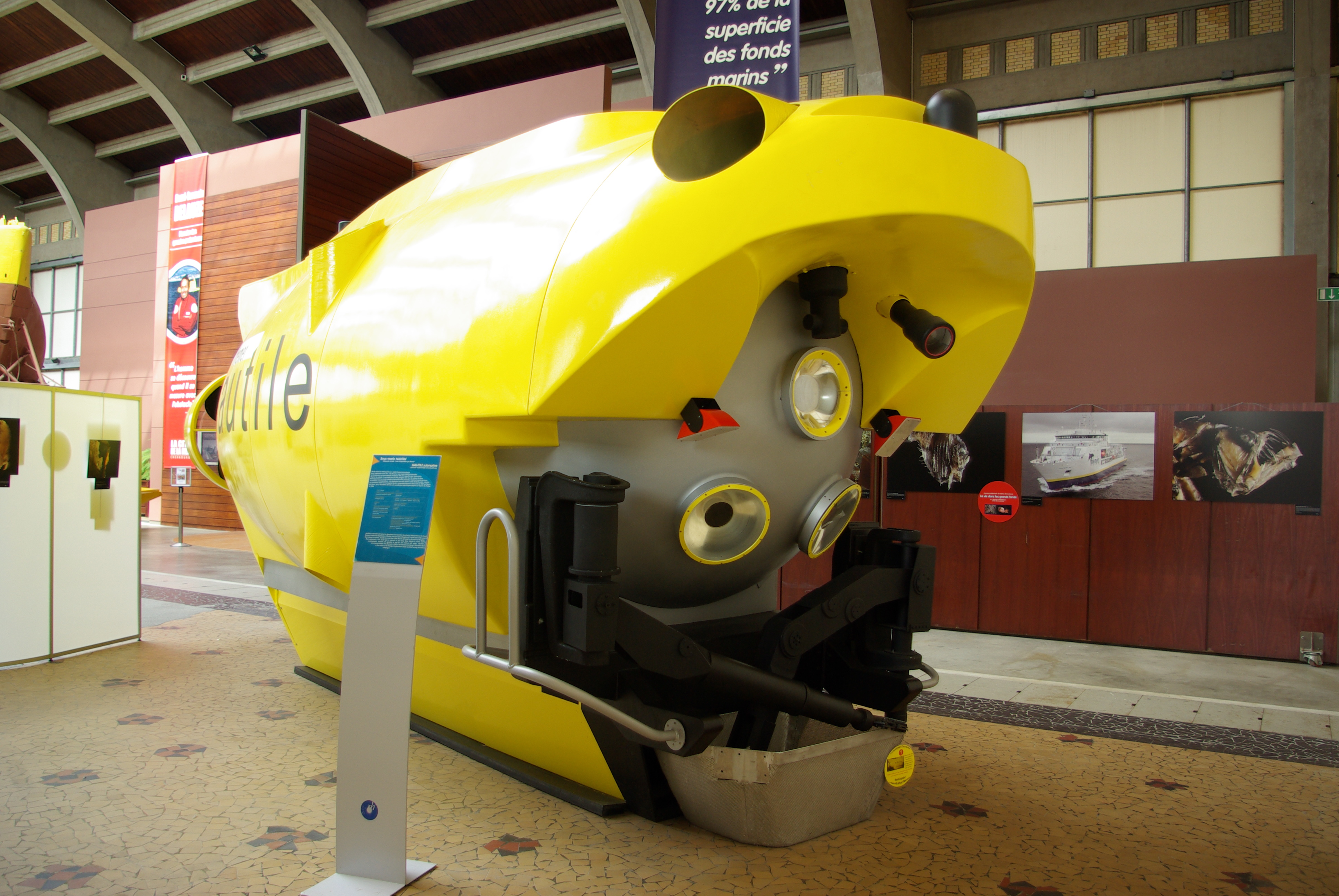
Nautile (1984) de l'Ifremer.

- SP-350 (1959) et SP-500 (1965) de la Calypso du commandant Jacques-Yves Cousteau
- Anorep I (1966) du commandant Cousteau
- Sous-marins Havas (années 1960)
- Cyana (1969) de l'Ifremer
- Total Sub (1969) de la Comex
- Globule (1974)
- F.-A. Forel (1978) de Jacques Piccard
- Nautile (1984)
- Mir 1 et Mir 2 (1987)
- Shinkai 6500 (1990)
- Remora 2000 (1994) de la Comex
- U-Boat Worx (2005)
- Deepsea Challenger (2012)
- Titan d'OceanGate (2021)

Quelques modèles
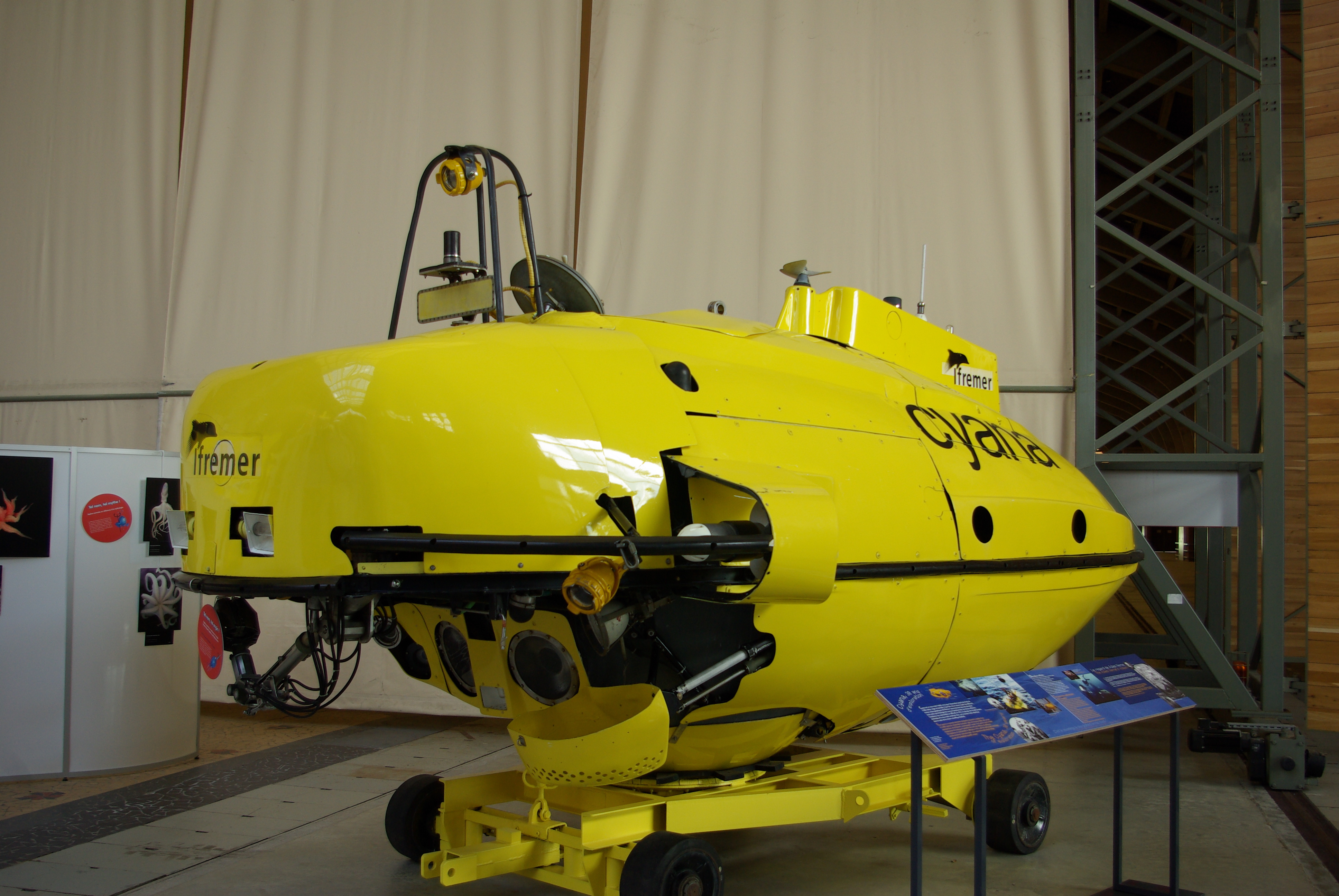
Cyana (1969) de l'Institut français de recherche pour l'exploitation de la mer.
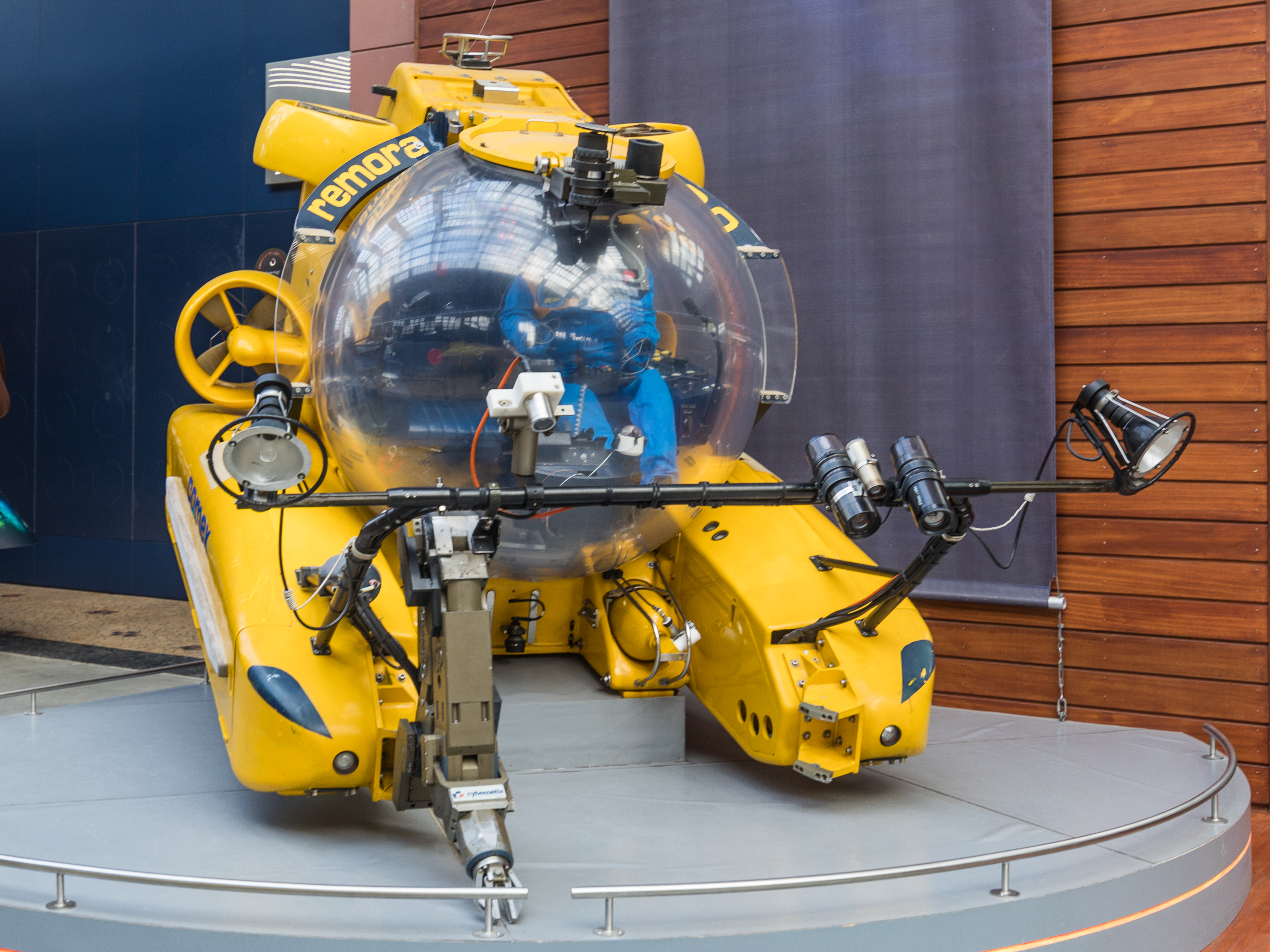
Remora 2000 (1994) de la Comex
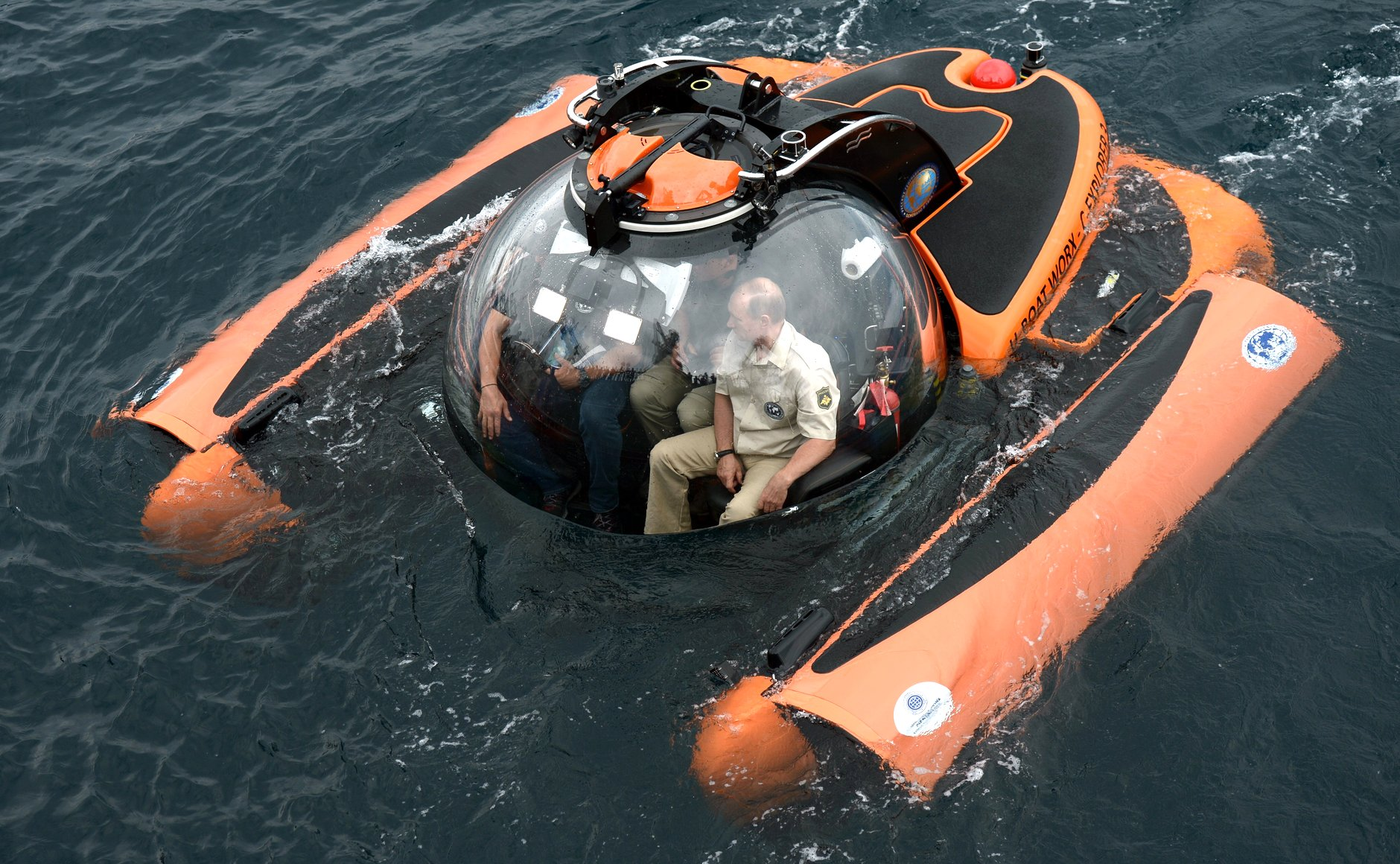
U-Boat Worx C-Explorer 3
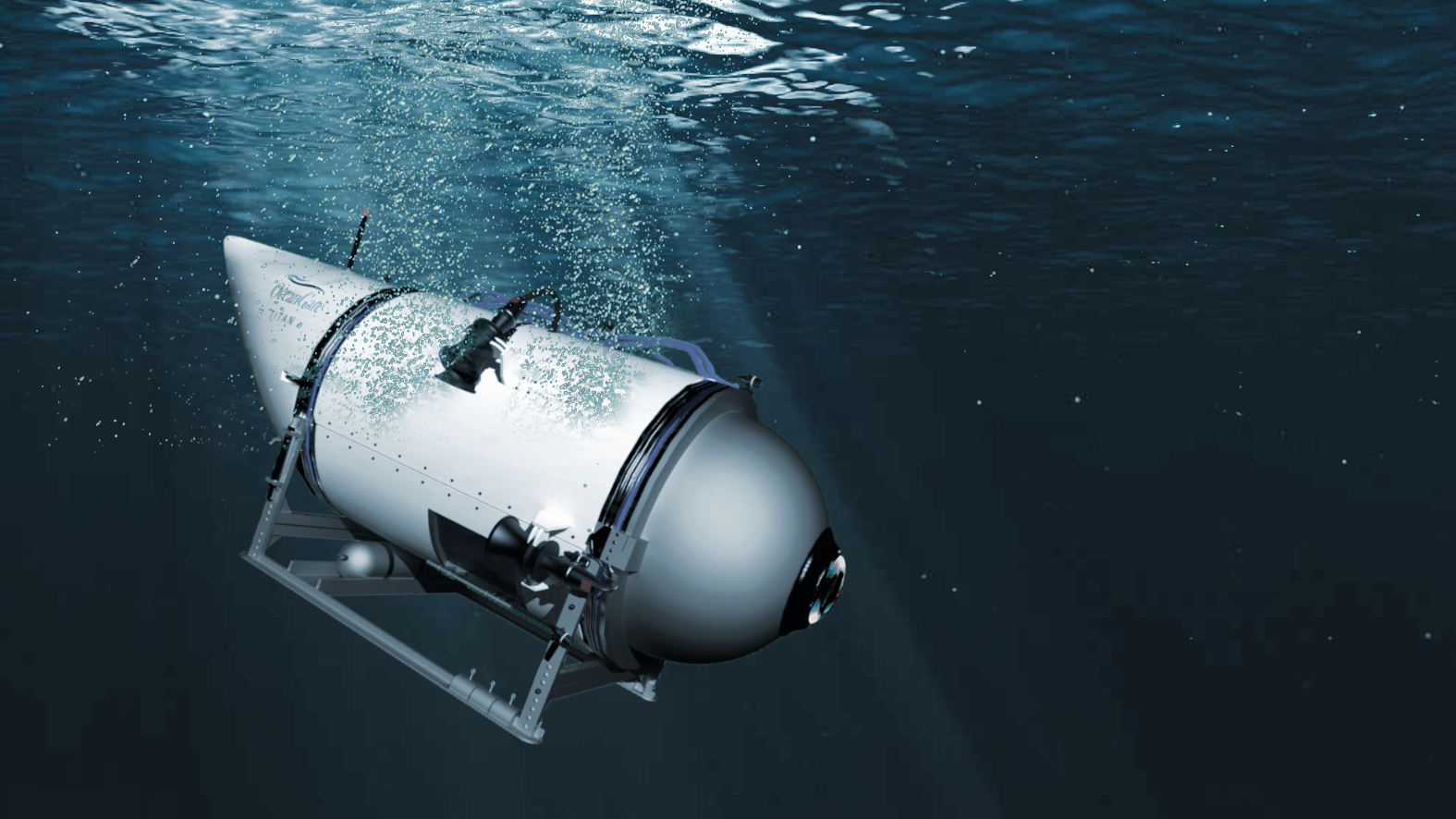
Titan d'OceanGate  (2021)

### Utilisations militaires

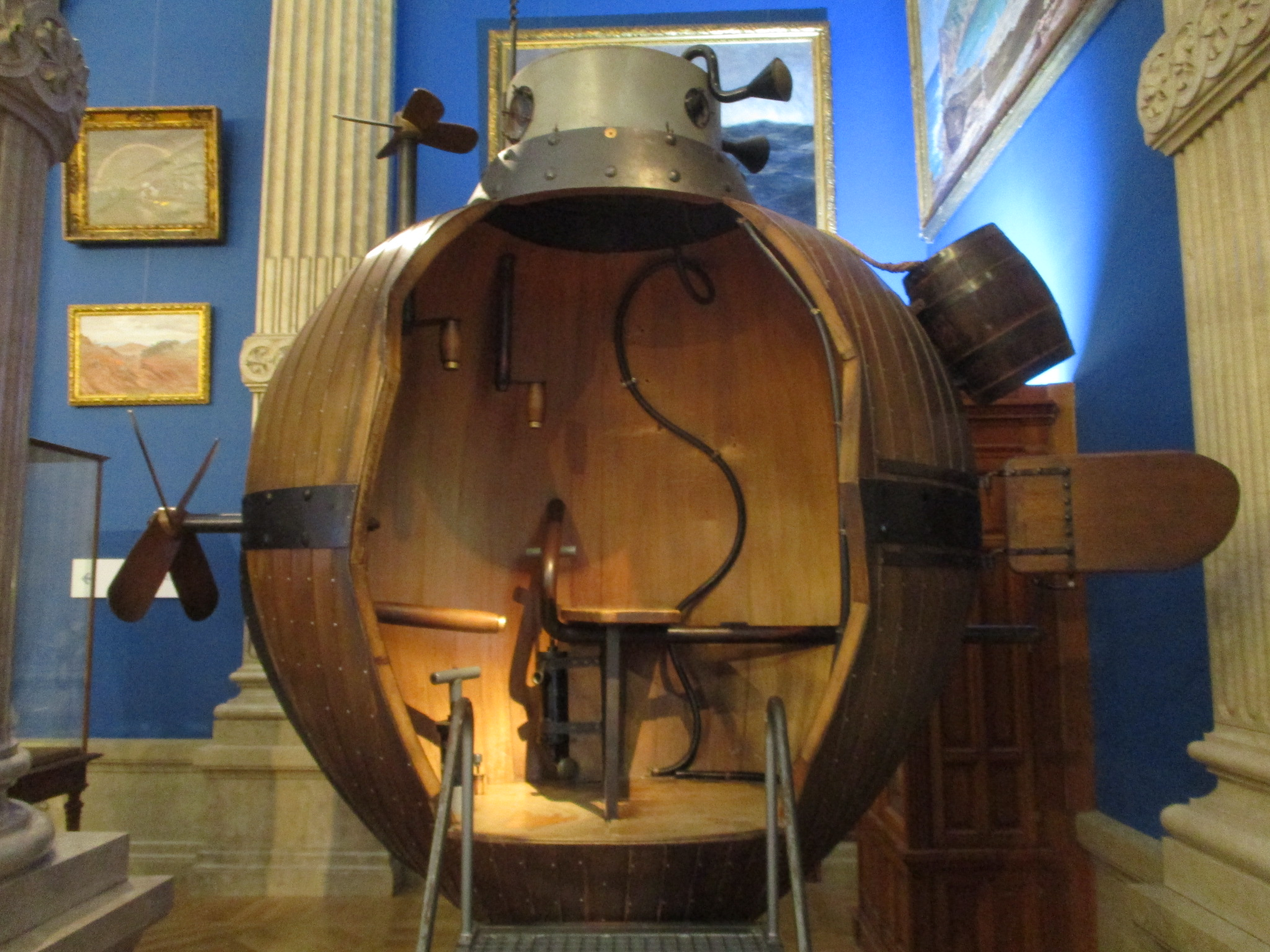
American Turtle (1775) de David Bushnell, de la Guerre d'indépendance des États-Unis.

L'American Turtle de David Bushnell participe à la première attaque sous-marine, en 1776, de l'Armée continentale américaine de George Washington contre le navire amiral HMS Eagle (en) de la Royal Navy pendant la guerre d'indépendance des États-Unis (1775-1783). Il est suivi du Nautilus de Robert Fulton lancé en 1800 en France par le Premier Consul Bonaparte durant les guerres napoléoniennes.

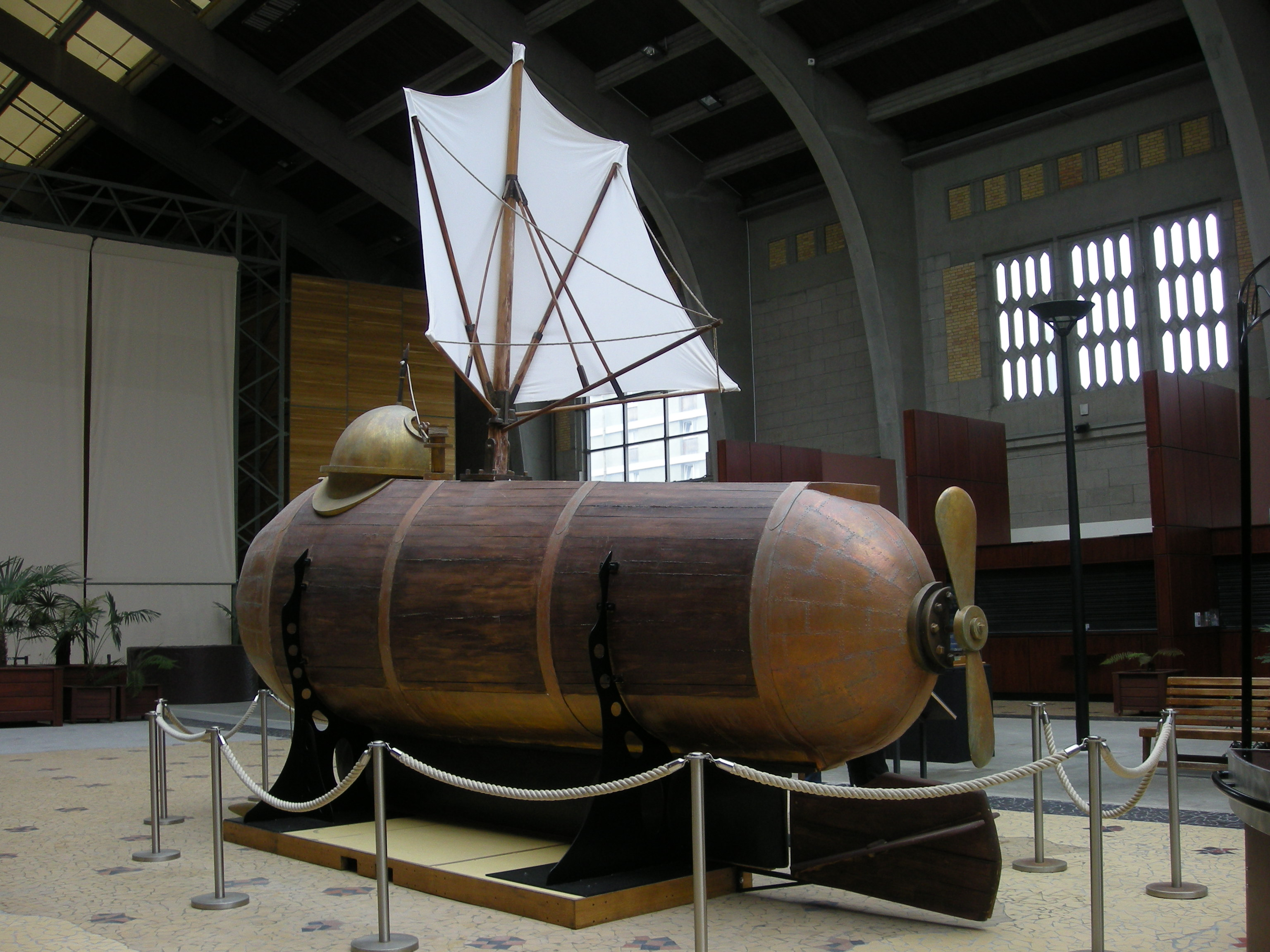
Nautilus de Robert Fulton, des guerres napoléoniennes de 1800.

Pendant l’attaque de Pearl Harbor du 7 décembre 1941, les Japonais envoyèrent cinq sous-marins de poche Ko-hyoteki emportant chacun deux hommes et deux torpilles de 450 mm. Cette opération fut un échec. L'un des sous-marins fut coulé par le navire américain Ward.

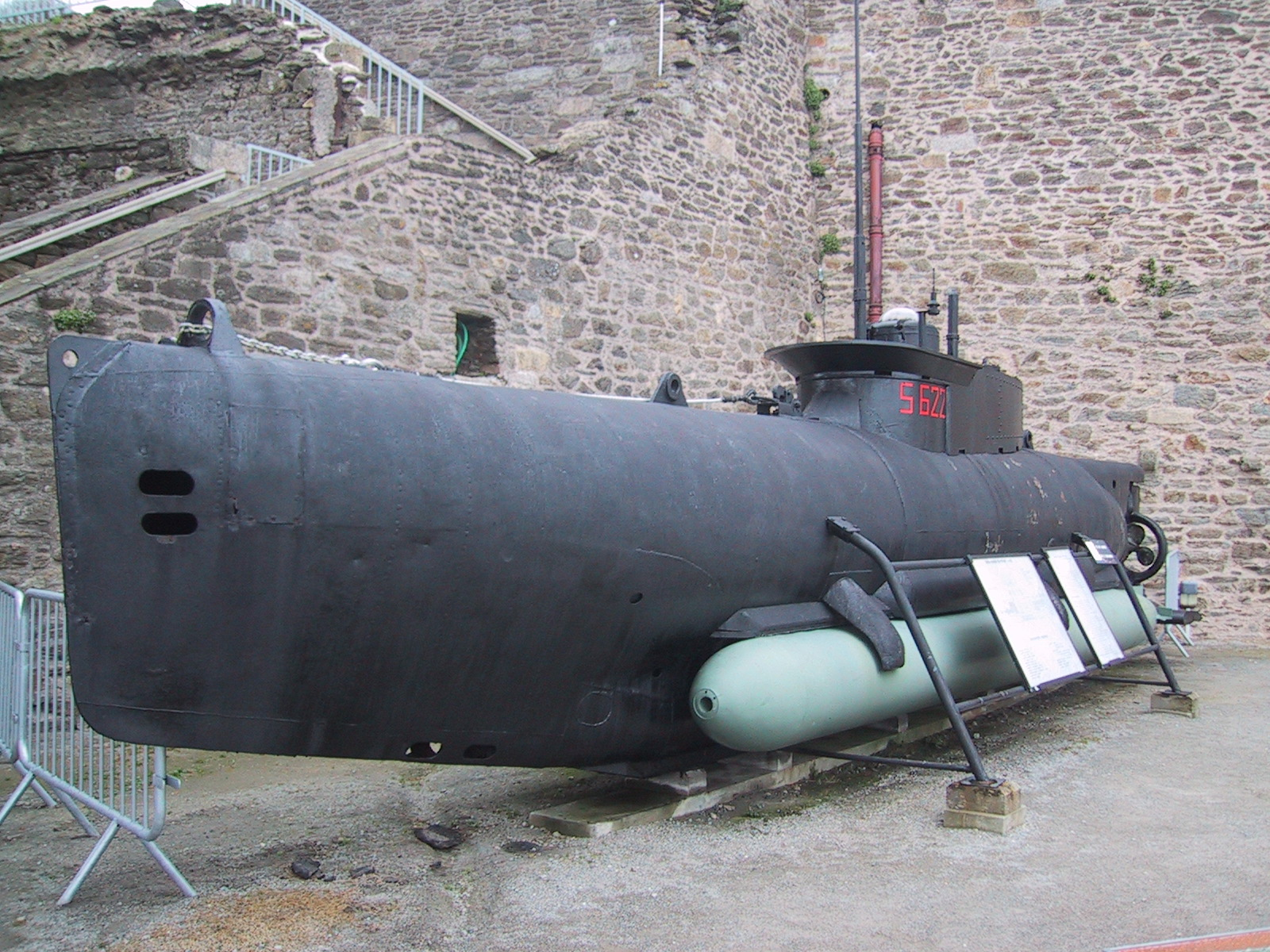
Sous-marin militaire de type Seehund d’origine allemande récupéré par les forces sous-marines françaises à la fin de la Seconde Guerre mondiale et exposé au Musée national de la Marine de Brest.

Les commandos italiens de la Xe flottille MAS utilisèrent plus volontiers des torpilles SLC pilotées et chevauchées par des plongeurs à la façon d’une moto (torpillages de Gibraltar et des HMS Valiant (1914) et HMS Queen Elizabeth (1913) à Alexandrie), mais un sous-marin nain, le CA, avait été étudié avec la coopération de la société Caproni.[réf. nécessaire]

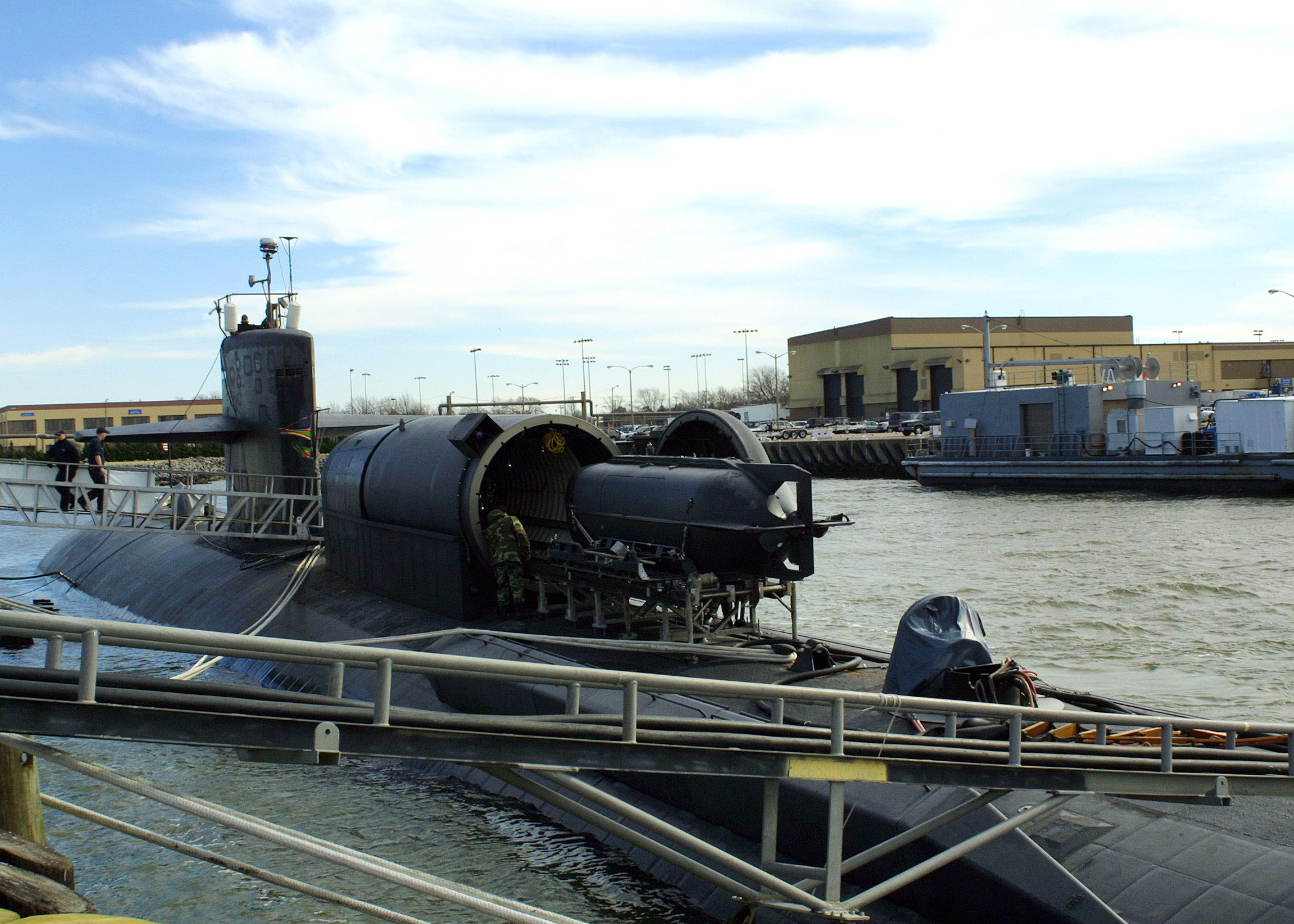
Un SEAL Delivery Vehicle en chargement dans la valise sèche du sous-marin américain de la Classe Los Angeles

Échaudés par la leçon, mais désirant à tout prix couler le Tirpitz tapi dans un fjord de Norvège, la marine britannique s'inspira des Italiens avec des copies des torpilles Maiale, puis avec des sous-marins de poche de classe X (qu’il fallait remorquer avec un gros sous-marin pour les amener à portée d'objectif). Si l'opération Title (torpilles pilotées, transportées par un petit chalutier norvégien) échoua, l'opération Source (sous-marins de poche) fut un succès, les charges explosives endommageant très gravement la coque et les machines du cuirassé.[réf. souhaitée]

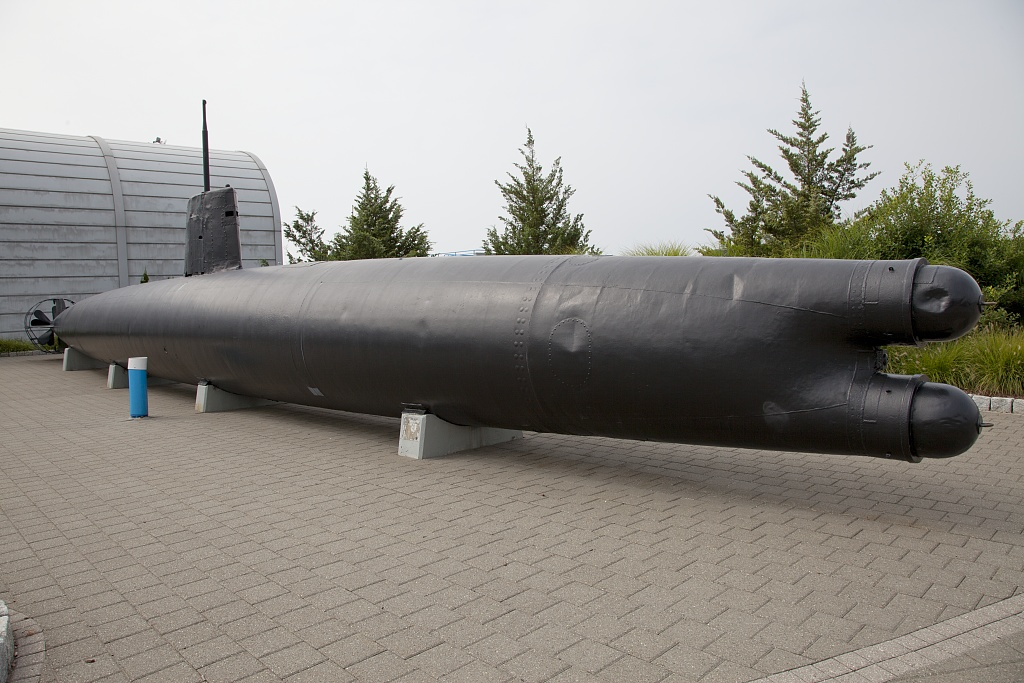
HA-8, sous-marin de poche japonais

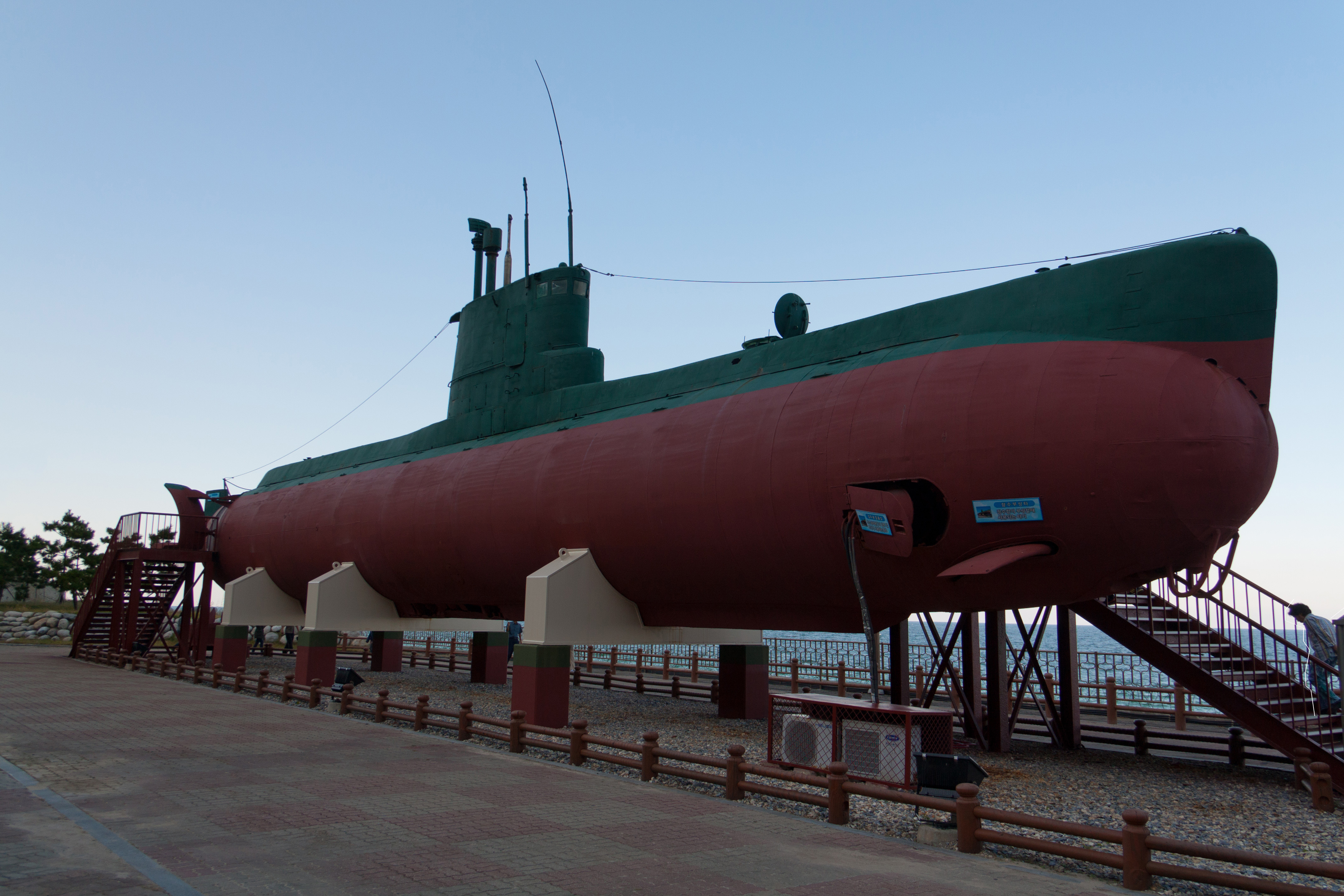
Sous-marin de la Marine nord-coréenne utilisé lors de l’infiltration de Gangneung.

Pendant l’opération Ironclad du 29 mai 1942, les sous-marins japonais I-20 et I-16 lancèrent deux sous-marins de poche, dont l’un a réussi à entrer dans le port de Diego Suarez et à tirer deux torpilles, endommageant le cuirassé britannique HMS Ramillies tandis que le second coulait le pétrolier British Loyalty.

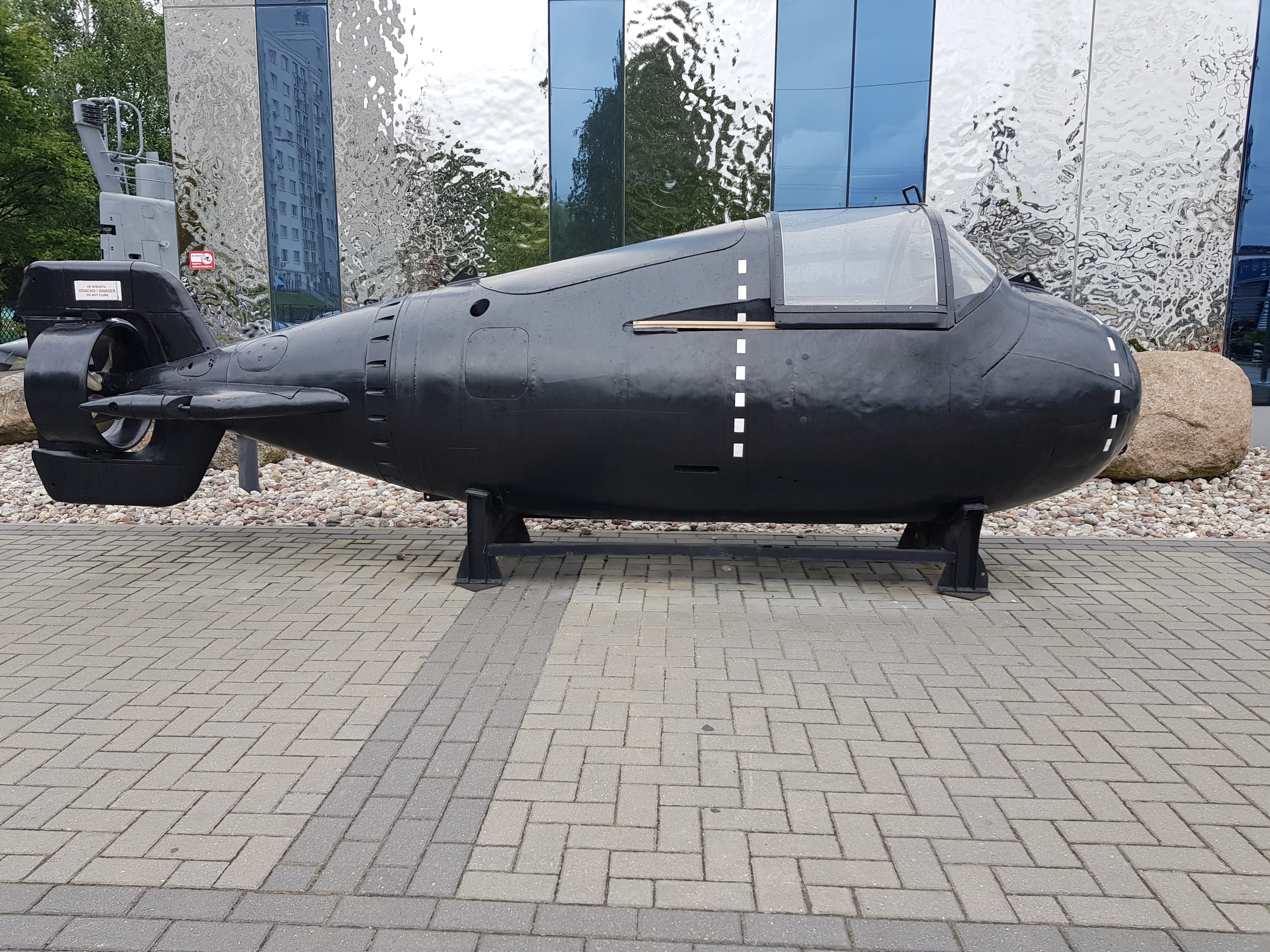
Classe Triton M1

Un ingénieur allemand nommé Richard  Möhr (« Maure » en allemand) conçut pendant la Seconde Guerre mondiale toute une gamme de sous-marins de poche pour la Kriegsmarine : Le Neger (« nègre », une allusion de Möhr à son propre nom), le Marder (martre), assemblage de deux torpilles G7 boulonnées l’une sur l’autre, celle du dessus contenant le pilote, puis les vrais sous-marins nains Biber (castor), Molch (Triton), Hecht (brochet) et Seehund (de) (phoque).

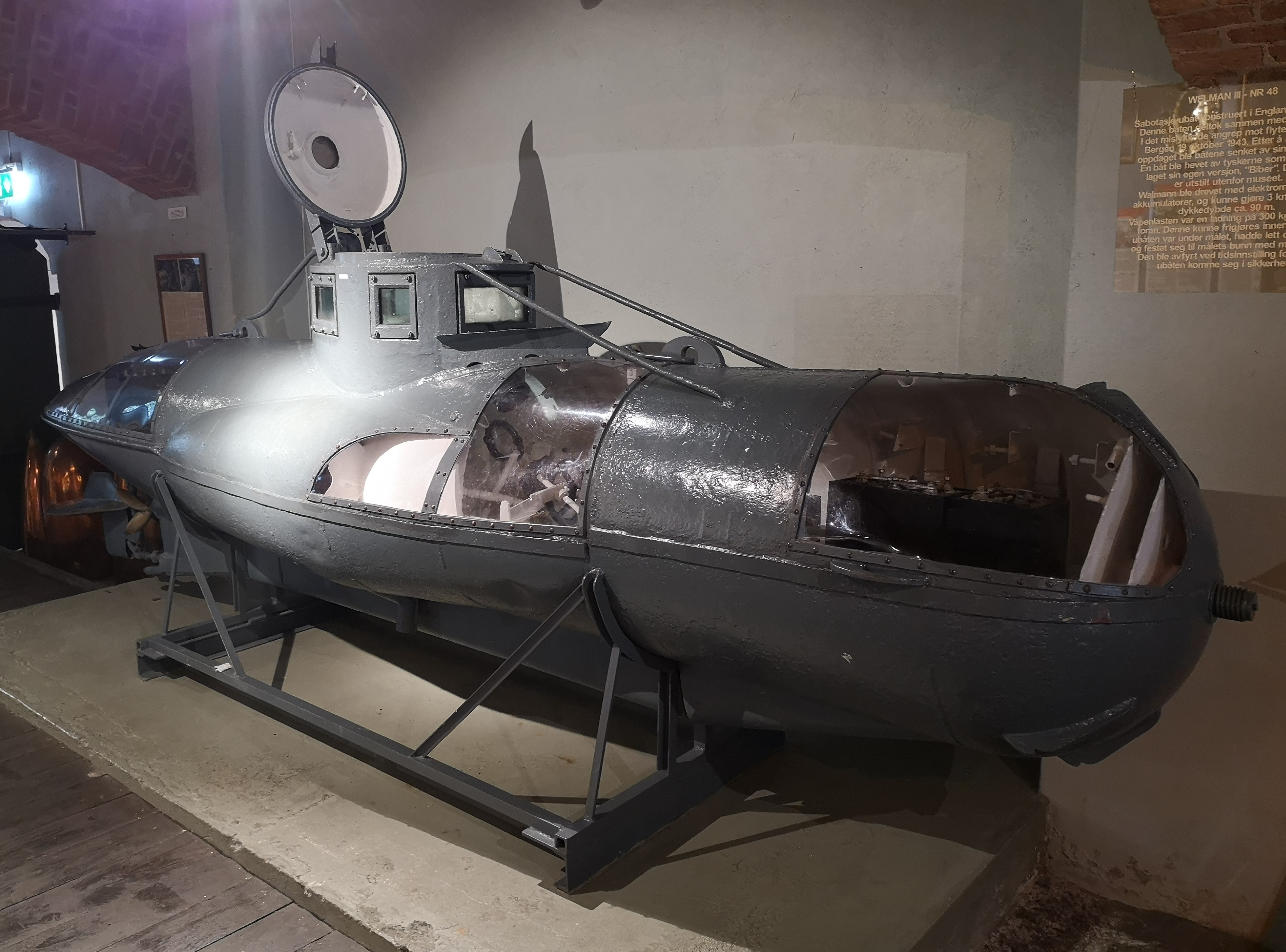
Welman submarine

Ces divers engins jouèrent un rôle limité mais réel lors du débarquement de Normandie (4 petits navires de guerre coulés ou endommagés) et des attaques alliées sur les ports d’Anvers et de Zeebruges.
Le K-Verband (Kleinkampfverbände der Kriegsmarine) est une unité navale allemande de la Seconde Guerre mondiale qui utilisait essentiellement des sous-marins nains et des canots radioguidés explosifs.
Lors de l’infiltration de Gangneung en septembre 1996, un submersible nord-coréen ne put regagner sa base, obligeant son équipage à l’abandonner sur place.

## Littérature

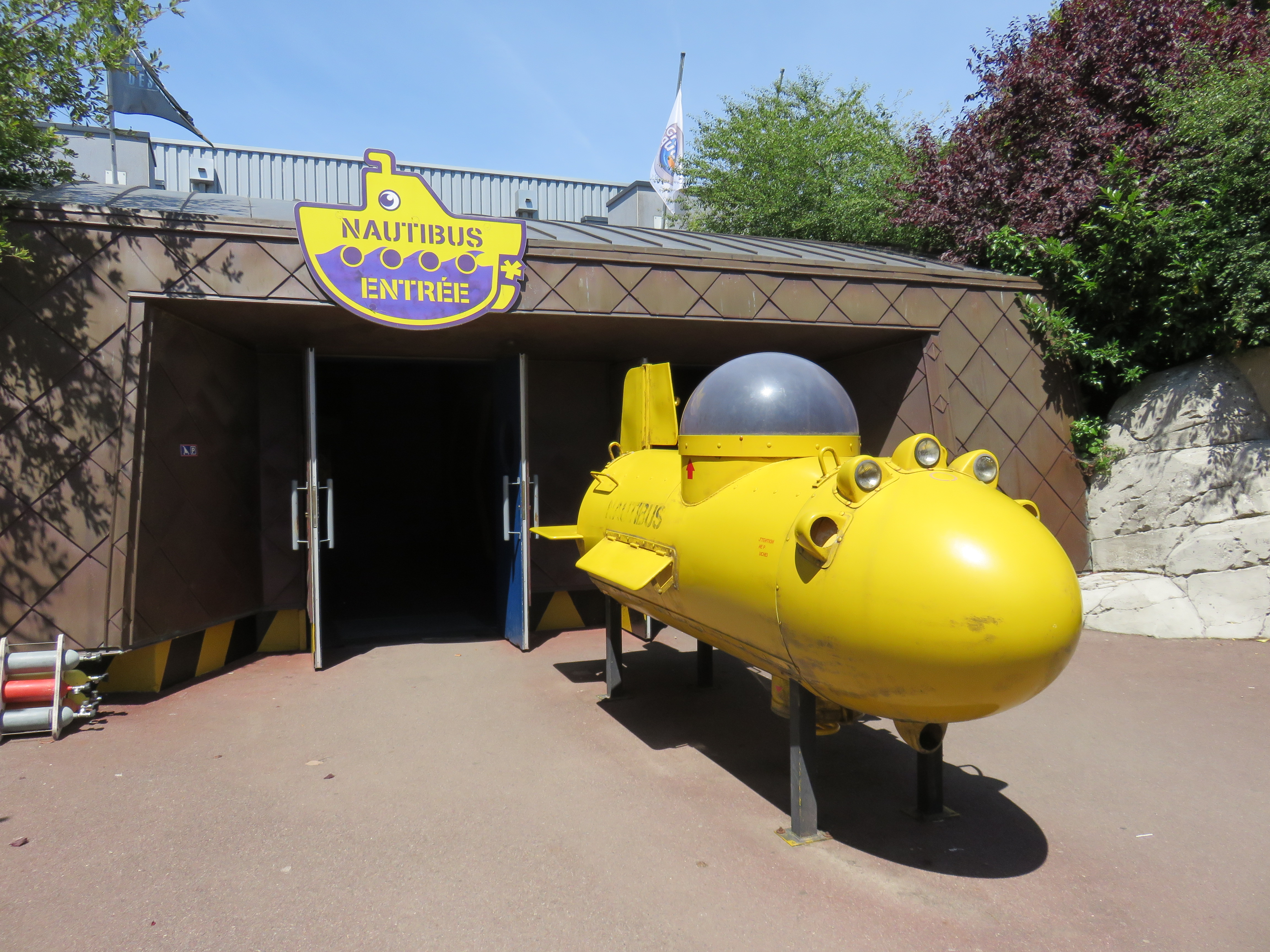
Le Nautibus du Grand aquarium Saint-Malo

- 1945 : Le Trésor de Rackham le Rouge, des Aventures de Tintin d'Hergé, avec le sous-marin Tryphon Tournesol en forme de requin du professeur Tournesol[4].

## Cinéma
- 1977 : L'Espion qui m'aimait, de Lewis Gilbert, avec la Lotus Esprit Wet Nellie convertible en mode sous-marin de poche de James Bond 007.

## Jeu vidéo
- 1998 : Metal Gear Solid, le héros est envoyé en mission via un sous-marin de poche.
- 2022 : Iron Lung, un jeu créé par David Szymanski qui se passe dans un sous-marin de poche artisanal.